# 奧唐奈峰
奧唐奈峰（英語：O'Donnell Peak），是南極洲的山峰，位於維多利亞地的彭內爾海岸，美國地質調查局根據測量和美國海軍拍攝的空中照片繪入地圖，現時由南極條約體系管理。